# سباق النقط

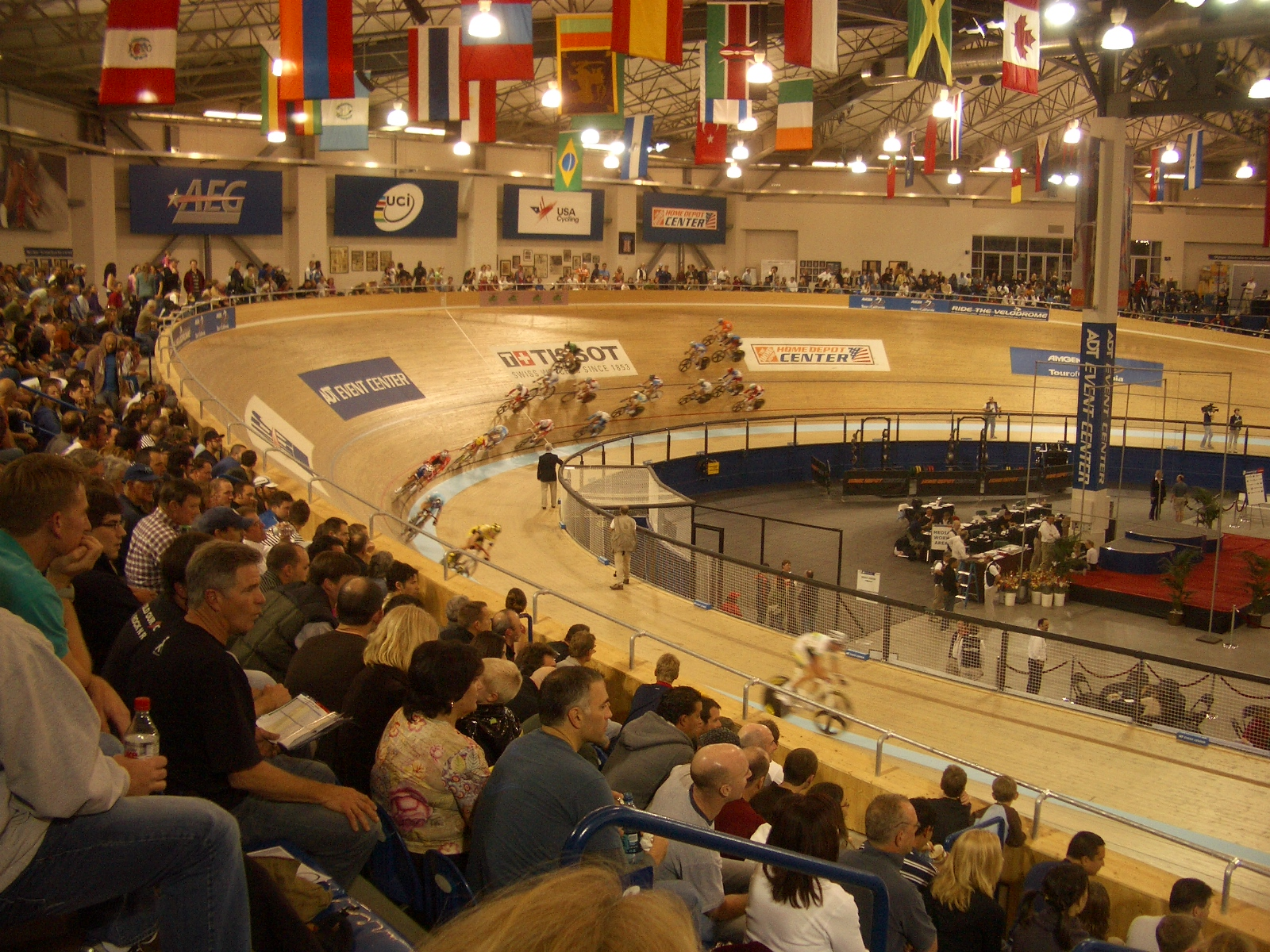
سباق النقاط في مركز هوم ديبوت ، كارسون ، كاليفورنيا.

سباق النقاط هو فعالية من فعاليات ركوب الدراجات في المضمار، إحدى مميازته هي البداية الجماعية أي انطلاق اعداد كبيرة من الدراجين في نفس التوقيت على المضمار. كان حدثًا أولمبيًا للرجال بين الدورات 1984-2008 ولسيدات 1996-2008. بدءًا من عام 2012، يعد سباق النقاط أحد فعاليات الامينيوم في الألعاب الأولمبية.

## الوصف والتكتيكات
أنه سباق لمسافة طويلة 40 كم للرجال و 25 كيلومترات للسيدات في بطولات الاتحاد الدولي للدراجات. يتم إجراء سباق السرعة كل عشر لفات، مع منح 5 و 3 و 2 و 1 نقطة (نقاط) إلى المراكز الأربعة الأولى في كل سباق. الفائز بالسباق هو من يحصل على أكبر عدد من النقاط في نهاية السباق. بالإضافة إلى سباقات السرعة، يحصل أي متسابق ينجح في اجتياز الميدان الرئيسي على 20 نقطة إضافية. لذلك فهذه طريقة شائعة لكسب النقاط المطلوبة للفوز بالسباق وتؤدي إلى العديد من هذه المحاولات لاكتساب لفة خلال السباق.
يمكن استخدام تكتيكات مختلفة للفوز بالسباق. قد يبقى بعض الدراجين خلف بعضهم البعض في مجموعة رئيسية للحفاظ على الطاقة (خاصية التتابع)، ويهاجمون فقط من أجل سباقات السرعة لكسب النقاط. قد يحاول الدراجون الآخرون كسب الصدارة في وقت مبكر من السباق ومحاولة الدفاع عن هذه الميزة. أكثر الانقطاعات شيوعًا في سباق النقاط هي مجموعات من اثنين إلى خمسة متسابقين، يتشاركون العمل لتمكينهم من الحصول على لفة. على الرغم من أنه من الصعب الحصول على اللفة بمفردك، إلا أنه ليس من غير المألوف أن يتمكن كبار الدراجين من القيام بذلك من أجل الفوز بالسباق.
يتم تحديد المتأهلين إلى الألعاب الأولمبية وبطولات العالم من خلال الأداء في أحداث كأس العالم طوال الموسم. في كأس العالم عادة ما يتم إجراء سباقين لتحديد المتأهلين للنهائي. هذه السباقات عادة تكون بنصف مسافة السباق للنهائي

## الاختلافات

### كرة الثلج
كرة الثلج سباق مختلف عن سباق النقاط حيث عند لفة السرعة يتم منح النقاط فقط لصاحب المركز الأول. يزداد عدد النقاط الممنوحة بعد كل لفة سرعة: لفة السرعة الأولى تعطي نقطة واحدة، والثانية تعطي نقطتين، والثالثة نعطي ثلاث نقاط، إلخ. كما تتكرر عمليات لفات السرعة أكثر من سباق النقاط العادي، ويمكن أن تحدث في كل لفة أو كل لفتين. في حالة التعادل، يتم استخدام ترتيب لفة السرعة الاخيرة لكسر التعادل.

### نقطة في لفة
النقطة في اللفة، كما يوحي اسمها، هي تباين في سباق النقاط حيث يتم منح نقطة واحدة للراكب الأول لإنهاء كل لفة. عادةً ما يتم منح المزيد من النقاط في اللفة الأخيرة، مع الوصول إلى عمق العديد من الدراجين.

### الإيقاع
سباق الإيقاع هو الحدث الثاني في تنسيق الامينيوم الجديد، ويستمر 7.5 كم (30 لفة على مضمار 250 م) للسيدات و 10 كم (40 لفة على مسار 250 م) للرجال. خلال هذا السباق، يتم منح نقطة واحدة للراكب الأول في كل لفة من نهاية اللفة الخامسة. إذا حصل أحد المتسابقين على لفة، فإنه يسجل 20 نقطة، وإذا خسر لفة، فإنه يخسر 20 نقطة.